# 야마하라 레온
야마하라 레온(일본어: 山原 怜音, 1999년 6월 8일~)는 일본의 축구 선수이다.

## 구단 경력
그는 2021년 J1리그의 시미즈 에스펄스에 입단했다. 2022년후 J2리그에 강등했다. 2024년 J2리그 우승으로 J1리그로 승격했다.